# Sobotka (ort)
Sobotka är en stad i Tjeckien.   Den ligger i distriktet Okres Jičín och regionen Hradec Králové, i den centrala delen av landet, 70 km nordost om huvudstaden Prag. Sobotka ligger 303 meter över havet och antalet invånare är 2 274.
Terrängen runt Sobotka är platt, och sluttar västerut. Runt Sobotka är det ganska glesbefolkat, med 23 invånare per kvadratkilometer. Närmaste större samhälle är Jičín, 12,8 km öster om Sobotka. Trakten runt Sobotka består till största delen av jordbruksmark.